# Морозова, Диана Игоревна
Диана Игоревна Морозова (род. 29 июня 1982, село Улёты, Забайкальский край) — российская актриса театра и кино.

## Биография
Родилась 29 июня 1982 года в селе Улёты в Забайкальском крае.
В 2005 году окончилa Российскую академию театрального искусства (мастер курса А. В. Бородин) и была принята в труппу Российского академического молодёжного театра

## Театр
- 2002 — «Эраст Фандорин» Б. Акунина. Режиссёр: Алексей Бородин — Первая дама
- 2004 — «Идиот» Ф. М. Достоевского. Режиссёр: Режис Обадиа — Вера Лебедева (спектакль снят)
- 2004 — «Вишнëвый сад» А. П. Чехова. Режиссёр: Алексей Бородин — Шарлотта Ивановна
- 2005 — «Инь и Ян. Белая версия/Чёрная версия» Б. Акунина. Режиссёр: Алексей Бородин — Инга
- 2006 — «Самоубийца» Н. Р. Эрдмана. Режиссёр: Вениамин Смехов — Мария Лукьяновна (спектакль снят)
- 2006 — «Золушка» Е.Шварца. Режиссёр: Алексей Бородин — Анна
- 2007 — «Берег утопии» Т.Стоппарда. 1 часть. Путешествие. Режиссёр: Алексей Бородин — Александра, дочь Александра Бакунина

- «Берег утопии». 2 часть. Кораблекрушение. Режиссёр: Алексей Бородин — Мария Огарёва, жена Николая Огарёва
- «Берег утопии». 3 часть. Выброшенные на берег. Режиссёр: Алексей Бородин — Ольга Герцен

- 2008 — «Мартин Иден» Дж. Лондона. Режиссёр: Андрей Васильев — Руфь (спектакль снят)[2]
- 2009 — «Приглашение на казнь» В. В. Набокова. Режиссёр: Павел Сафонов — Полина
- 2010 — «Волшебное кольцо» по Б.Щергину. Режиссёр: Александр Хухлин — Дочка Царя (Царевна)
- 2010 — «Алые паруса» А. Грина. Режиссёр: Алексей Бородин — Мэри[3]
- 2010 — «Думайте о нас» Е. Клюева. Режиссёр: Владимир Богатырёв — Фея Вчерашнего Дня
- 2010 — «Чехов-GALA» по одноактным пьесам А. П. Чехова. Режиссёр: Алексей Бородин — Первая барышня
- 2011 — «Rock’n’roll» Т. Стоппарда. Режиссёр: Адольф Шапиро — Магда; Кандида
- 2011 — «Дон Кихот» Е. Щварца. Режиссёр: Юрий Еремин — Герцогиня
- 2014 — «Нюрнберг» Эбби Манна. Режиссёр: Алексей Бородин.[4]
- 2014 — «В дороге» В. Розова. Режиссёр: Михаил Егоров
- 2016 — «Зима тревоги нашей» Д. Стейнбека. Режиссёр: Инна Савронская — Марджи
- 2017 — «Рикки» А. Германа, С. Кармалита. Режиссёр: Владимир Богатырëв — мать Тедди
- 2017 — «Я хочу в школу» Е. Пастернак и А. Жвалевского. Режиссёр: Александр Баркар — Учительница
- 2018 — «Фото Topless» Н. Блок. Режиссёр: Олег Липовецкий — Юля, сестра Киры
- 2019 — «Оборванец» М. Угарова. Режиссёр: Владимир Мирзоев — Наташа[5]
- 2020 — «Ромео и Джульетта» У. Шекспира. Режиссёр: Владимир Арефьев — Монтекки, мать
- 2021 — «Горе от ума» А. С. Грибоедова. Режиссëр: Алексей Бородин — графиня-внучка
- 2021 — «Сны моего отца» Р. Михайлова. Режиссёр: Егор Перегудов — люди тайн
- 2022 — «Пятиречие» по фольклорному сборнику «Пятиречие» (1931 г). Режиссёр: Сергей Тонышев — Северные люди
- 2022 — «Душа моя Павел» А. Варламова. Режиссёр: Алексей Бородин — Рая
- 2024 — «Мой первый бизнес» Н. Перевезенцевой. Режиссёр: Иван Пачин — мама поросёнка[6]
- 2025 — «Пустые поезда» Д. Данилова. Режиссёр: Алексей Золотовицкий

## Кино
- 2005 — «Адъютанты любви» — Юлия де Перпиньяк
- 2007 — «Бегущая по волнам» — Дези; Фрези Грант
- 2010 — «Берег утопии» — Александра, дочь Александра Бакунина. Мария Огарёва, жена Николая Огарёва. Ольга Герцен
- 2010 — «Естественный отбор» — Аня Павлова[7]
- 2010 — «Улики» — Анастасия Корнеева, майор милиции, сотрудник ФКС
- 2012 — «Тёмное царство» (Таланты и поклонники) — Смельская
- 2014 — «Сын ворона» — Радмила
- 2017 — «Дом фарфора» — мать Гроссмана
- 2017 — «За пять минут до января» — журналистка[8]
- 2017 — «Следствие любви» — Марина
- 2018 — «Пармские фиалки» — Анна
- 2018 — «Хорошая жена» — Екатерина Руцкая

## Видеоигры
- 2016 — Ведьмак 3: Дикая Охота (Кровь и вино) — Ориана[9]